# Prochoreutis
Prochoreutis is een geslacht van vlinders van de familie glittermotten (Choreutidae).

## Soorten
- P. holotoxa (Meyrick, 1903)
- P. myllerana

Glidkruidmot (Fabricius, 1794)
- P. pseudostellaris Budashkin, 2003
- P. sehestediana

Zuidelijke glidkruidmot (Fabricius, 1776)
- P. solaris (Erschoff, 1877)
- P. stellaris (Zeller, 1847)
- P. ultimana (Krulikovsky, 1909)